# Деренбург, Иосиф
Иосиф Деренбург (также Деренбу́р или Деранбу́р) (фр. Joseph Naftali Derenbourg или Derembourg; 21 августа 1811, Майнц, Франция — 29 июля 1895, Бад-Эмс, Германия) — немецко-французский учёный-ориенталист, академик.
Отец Гартвига Деренбурга (1844—1908), парижского арабиста.

## Биография
Родился в Майнце в 1811 году. До 13-летнего возраста занимался исключительно еврейскими предметами и раввинской письменностью. Затем поступил в майнцскую гимназию; по окончании курса занимался арабским языком в Гисенском, а позже в Боннском университете под руководством профессора Фрейтага. Дружба с А. Гейгером удержала его от окончательной специализации в области семитологии, и он остался верен еврейской науке.
Получив степень доктора философии и оставив мысль о занятии раввинского поста, в 1834 году переехал из Бонна в Амстердам, где поступил воспитателем в семью Бишоффсхайма. В 1838 году, когда ученик Деренбурга, Рафаель Бишоффсхайм, приехал в Париж заниматься в Центральную школу искусств и мануфактур, Деренбург сопровождал его и решил остаться в Париже навсегда.
В 1841 году стал совладельцем частного учебного заведения. Через два года принял французское подданство, изменив свою фамилию из Derenburg в Derenbourg.
Преподавал немецкий язык в лицее Генриха ІV, в 1852 году занял место корректора восточных текстов в Императорской типографии. В то же время он учредил частный колледж (1857), которым заведовал вплоть до 1864 году.
В 1871 году был избран членом Академии надписей и изящной словесности. Хотя он номинально и стал преемником Коссен де Персеваля, своего первого наставника в арабском языке, однако фактически он занял место Соломона Мунка, бывшее вакантным со времени смерти последнего (1867). Ещё в 1868 году работал совместно с Мунком в центральном комитете Всемирном еврейском союзе, вице-председателем которого он впоследствии был избран. С Мунком его связывали узы тесной дружбы.
В период с 1869 до 1872 года состоял членом еврейской консистории в Париже. В 1877 году сильная глазная болезнь принудила его отказаться от должности корректора в Императорской типографии, но непосредственно после этого он занял место профессора раввинской литературы в Практической школе высших исследований.
Несмотря на преклонный возраст, принимал деятельное участие в огромном труде «Corpus inscriptionum semiticarum» (изд. Академии надписей; 1 и 2 вып. 1889—1892), в котором взял на себя издание химьяритских текстов.
Иосиф Деренбург умер 29 июля 1895 года в Бад-Эмсе.

## Труды
- Издание арабских надписей Альгамбры, басен Лукмана и плутовских рассказов Харири («Séances de Hariri»,
- «Essai sur l’histoire et la géographie de la Palestine» (1867);
- «Le livre des Parterres fleuris, grammaire hébraïque en arabe» (1886);
- «Johannis de Capua Directorium vitae humanae» (1887—89);
- «Les monuments sabéens et himyarites du Louvre» (1886, вместе с сыном).